# 納迪亞 (扎波羅熱州)
48°2′0″N 34°55′47″E / 48.03333°N 34.92972°E

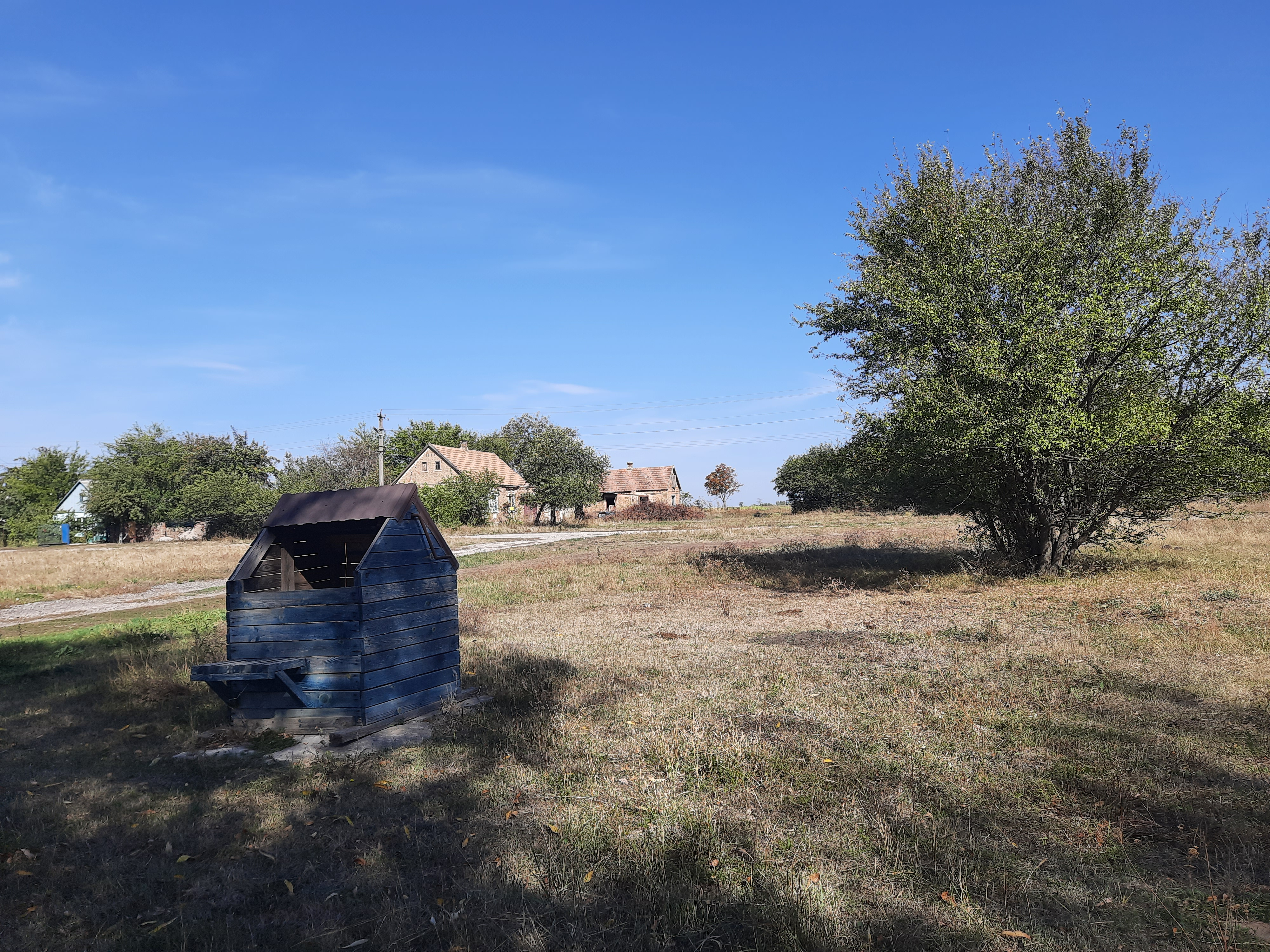
納迪亞

納迪亞（羅馬化：Nadiia）是位於烏克蘭東南部的村莊，由扎波羅熱州扎波羅熱区的希羅凱市鎮負責管轄。該村距離托馬基夫卡河源頭3公里和彼得羅皮爾1公里，始建於1928年，面積11.3平方公里，海拔高度131米，人口241。